# Michael Braun (Journalist, 1957)
Michael Braun (* 1957) ist ein deutscher Politologe und Journalist. Er ist seit 2000 Italien-Korrespondent der Tageszeitung. In Rom lebt er seit 1996 und ist dort Programmdirektor der Friedrich-Ebert-Stiftung.
Braun wurde mit einer Dissertation über die italienischen Gewerkschaften promoviert.
2013 zeichnete ihn das Istituto di Studi Federalisti mit dem Altiero-Spinelli-Preis aus für seine Berichterstattung zur europäischen Einigung.

## Werke
- 1992: Die italienischen Gewerkschaften und die Kommunistische Partei in der "Nationalen Solidarität", Peter Lang Verlagsgruppe, Frankfurt am Main
- 1994: Italiens politische Zukunft, Fischer-Taschenbuch-Verlag, Frankfurt am Main
- 1994: Einwanderungsfrage und Staatskrise in Italien, INEF
- 1995: Arbeitnehmerrechte im Welthandel, INEF
- 2004: Italien unter Berlusconi: wie Europapolitik zur Innenpolitik wird, Internationale Politikanalyse
- 2005: Italien zwischen Berlusconi und Prodi – Aufbruch oder Stagnation?, Internationale Politikanalyse